# Asymmetrinidae
Asymmetrinidae es una familia de foraminíferos bentónicos de la superfamilia Duostominoidea, del suborden Robertinina y del orden Robertinida. Su rango cronoestratigráfico abarca desde el Carniense hasta el Rhaetiense (Triásico superior).

## Clasificación
Asymmetrinidae incluye a las siguientes géneros:
- Asymmetrina †
- Involvina †
- Plagiostomella †